# Seandar
Seandar is de hoofdstad van het keizerrijk Seanchan in de fantasyserie Het Rad des Tijds, geschreven door Robert Jordan. Seandar ligt in het noorden van het Seanchaanse continent.
Seandar is de hoofdstad van het grootste keizerrijk ter wereld, Seanchan. Vanuit het Hof van de Negen Manen wordt het rijk en de stad door keizerin Radhanan geleid. De stad is de grootste van Seanchan, en vermoedelijk groter dan elke stad in Randland.
Seandar ligt op het zuidelijke eiland van Seanchan, op de noordelijke uitloper ervan. Het ligt op het noordelijk halfrond in het binnenland. Enkele naamloze rivieren lopen vanuit Seandar wel naar de Arythische Oceaan.
Er is een sterke politiemacht van mensen en Ogier in Seandar, om rust en orde in de keizerlijke hoofdstad te bewaren. Een Seanchaans gezegde is dan ook "het gebied is even veilig als Seandar zelf". Ook in Seandar is een slavenmarkt, hoewel niet zo groot als die in de haven Shon Kifar.